# پودیویتسه
پودیویتسه (به چکی: Podivice) یک منطقهٔ مسکونی در جمهوری چک است که در ناحیه ویشکوو واقع شده‌است. پودیویتسه ۲٫۲۵ کیلومتر مربع مساحت و ۲۰۲ نفر جمعیت دارد و ۵۰۰ متر بالاتر از سطح دریا واقع شده‌است.